# Terry Hands
Terence David Hands, detto Terry (Aldershot, 9 gennaio 1941 – Londra, 4 febbraio 2020), è stato un regista teatrale britannico.

## Biografia
Nato ad Aldershot, Terry Hands studiò all'Università di Birmingham e recitazione alla Royal Academy of Dramatic Art. Dopo la fine degli studi fu tra i fondatori dell'Everyman Theatre di Liverpool, dove curò la regia di diverse opere teatrali e si fece notare per il suo allestimento di Assassinio nella cattedrale di T.S. Eliot.
Nel 1966 si unì alla Royal Shakespeare Company, di cui fu co-direttore artistico con Trevor Nunn dal 1978 al 1986 e poi unico direttore artistico dal 1986 al 1991. Nei suoi venticinque anni con la compagnia si affermò come il regista più prolifico della storia della Royal Shakespeare Company e tra i suoi numerosi allestimenti si ricordano Molto rumore per nulla e Cyrano de Bergerac con Derek Jacobi e Sinéad Cusack (portato in scena anche a Broadway), Tamerlano il Grande con Antony Sher, Pene d'amor perdute con Ralph Fiennes, Il gabbiano con Simon Russell Beale, Il racconto d'inverno con Jeremy Irons e Otello con Ben Kingsley e David Suchet.
Nel 1997 assunse la carica di direttore artistico del Theatr Clwyd, nel Galles, mantenendo allo stesso tempo la posizione di consulente artistico della RSC fino al 2001. Dopo diciassette anni si ritirò dal Theatr Clwyd nel 2015. Nel corso della sua lunga carriera ebbe anche alcune esperienze operistiche, dirigendo l'Otello con Placido Domingo all'Opera Garnier e il Parsifal alla Royal Opera House.
Terry Hands fu sposato con il soprano Josephine Barstow dal 1964 al 1967 e con Ludmila Mikaël dal 1974 al 1980; dalla Mikaël ebbe la figlia Marina Hands. Dal 2002 alla morte fu sposato con la regista Emma Lucia.

## Riconoscimenti
- Premio Laurence Olivier
  - 1978 – Miglior regia per Enrico VI
  - 1983 – Miglior regia per Cyrano de Bergerac
- Tony Award
  - 1985 – Candidatura per la miglior regia di un'opera teatrale per Molto rumore per nulla
  - 1985 – Candidatura per il miglior disegno luci per Molto rumore per nulla
  - 1985 – Candidatura per il miglior disegno luci per Cyrano de Bergerac